# Lista de imperatrizes da Áustria
Consorte Imperial da Áustria era o cônjuge do monarca reinante. Consortes dos monarcas do Império Austríaco não tivaram nenhum status ou poder constitucional, porém muitas tiveram grande influências sobre seu cônjuge.
Além do título de Imperatriz Consorte da Áustria, as consortes imperiais da Áustria possuiam os demais títulos de: Rainha Apostólica da Hungria, Rainha da Boêmia, da Dalmácia, da Croácia, da Eslovênia, da Galícia e Lodoméria, da Ilíria e de Jerusalém.

## Consortes da Áustria

### Casa de Habsburgo-Lorena
| Nome                                                                        | Retrato | Nascimento                                                                                                 | Cônjuge                                       | Morte                          |
| --------------------------------------------------------------------------- | ------- | --- | --------------------------------------------- | ------------------------------ |
| Maria Teresa de Nápoles e Sicília 6 de agosto de 1806 – 13 de abril de 1807 |         | 6 de junho de 1772 filha de Fernando I das Duas Sicílias e Maria Carolina da Áustria                       | Francisco I 15 de setembro de 1790 12 filhos  | 13 de abril de 1807 34 anos    |
| Maria Luísa da Áustria-Este 6 de janeiro de 1808 – 7 de abril de 1816       |         | 14 de dezembro de 1787 filha de Fernando Carlos, Arquiduque da Áustria-Este e Maria Beatriz Ricarda d'Este | Francisco I 6 de janeiro de 1808 sem filhos   | 7 de abril de 1816 28 anos     |
| Carolina Augusta da Baviera 29 de outubro de 1816 – 2 de março de 1835      |         | 8 de fevereiro de 1792 filha de Maximiliano I José da Baviera e Augusta Guilhermina de Hesse-Darmstadt     | Francisco I 29 de outubro de 1816 sem filhos  | 9 de fevereiro de 1873 81 anos |
| Maria Ana de Saboia 2 de março de 1835 – 2 de dezembro de 1848              |         | 19 de setembro de 1803 filha de Vítor Emanuel I da Sardenha e Maria Teresa da Áustria-Este                 | Fernando I 12 de fevereiro de 1831 sem filhos | 4 de maio de 1884 80 anos      |
| Isabel da Baviera 24 de abril de 1854 – 10 de setembro de 1898              |         | 24 de dezembro de 1837 filha de Maximiliano José, Duque na Baviera e Luísa Guilhermina da Baviera          | Francisco José I 24 de abril de 1854 4 filhos | 10 de setembro de 1898 60 anos |
| Zita de Bourbon-Parma 21 de novembro de 1916 – 11 de novembro de 1918       |         | 9 de maio de 1892 filha de Roberto I, Duque de Parma e Maria Antônia de Bragança                           | Carlos I 21 de outubro de 1911 8 filhos       | 14 de março de 1989 96 anos    |